# Manci Gertler
Manci Gertler (Lady Howard) (ur. 26 grudnia 1912 r. na Węgrzech, data śmierci nieznana) 
Swoje dzieciństwo spędziła w Polsce. Po ukończeniu szkoły pracowała jako sprzątaczka. Od 1935 roku przebywała w Anglii. Jako funkcjonariuszka brytyjskiego wywiadu MI5. Żona Howarda of Effinghama. W 1941 roku została aresztowana pod zarzutem szpiegostwa, ale z braku dowodów zwolniono ją w maju tego samego roku. Po wojnie rozwiodła się z Lordem Howardem i zamieszkała w Australii.